# 郭晉稀
郭晉稀（1916年—1998年），字君重，湖南湘潭人。1936年畢業於湖南第一師範學校，其後在中、小學任教。1942年畢業於國立湖南大學國文系，其後先後於國立師範學院，桂林師範學院任教。1951年起於西北師範學院中國語文系任教，並先後任該系副教授，教授。主要著作有《声类疏证》、《等韵驳议》、《邪母古续考》、《文心雕龙·注译十八篇》、《文心雕龍注譯》、《剪韭轩述学》等。